# Królik Polski
Królik Polski – wieś w Polsce położona w województwie podkarpackim, w powiecie krośnieńskim, w gminie Rymanów. Leży przy DW887.
Na przełomie XVI i XVII wieku położona była w ziemi sanockiej województwa ruskiego. Wieś klucza jaśliskiego biskupów przemyskich. W latach 1975–1998 miejscowość administracyjnie należała do województwa krośnieńskiego.

## Historia
Wieś lokowana przez księcia Władysława Opolczyka pod nazwą Johane, Hanzloni dicto Ion.., que debet nuncupari Johane (1389). Crolicow 1426, Krolika 1599, Krolik 1635. Nazywała się też Królikowa. Dopiero w XVII w. przybrała obecne brzmienie. Być może nazwa pochodzi od staropolskiego królik, mały król namiestnik królewski zarządzający pewnym terytorium, lub od niem. nazwiska Kroll.
W 1386 wieś wraz z całym tzw. kluczem jaśliskim (Jaśliska, Zyndranowa, Jasionka, Lubatowa) stała się własnością Zyndrama z Maszkowic w wyniku darowizny królewskiej Władysława Jagiełły. Zyndram z Maszkowic w 1386 założył wieś Johanne – dziś Królik Polski.
Zyndram z Maszkowic - miecznik krakowski, podarował w 1389 Janowi Gandzlowi las między Jaśliskami a Desznem dla założenia osady na prawie magdeburskim. Nowa wieś nazwana została Królikowa, później Królik
W 1434 właściciel Andrzej z Łubna (puszkarz królewski – wójt Jaślisk) na polecenie Władysława Jagiełły sprzedał wieś biskupowi przemyskiemu Januszowi z Lubienia, który wykupił wójtostwo w Brzozowie.
Parafia powstała w 1460 dzięki biskupowi przemyskiemu Mikołajowi z Błażejowa. W XV w. istniał tu dwór biskupi. Najazdu na ten dwór dokonał pod namową Katarzyny Gorajskiej Sienieńskiej Piotr Czarnocki. W 1624 najazd tatarski zniszczył miejscowość. W 1647 wybudowano tu kościół i zakrystię, a po spaleniu, w połowie XVIII w., wybudowano nową drewnianą świątynię. Podczas potopu szwedzkiego miejscowość w 1657 zniszczona przez Jerzego II Rakoczego i w 1677 przez karpackich opryszków tołhajów.
W latach 1768–1772 tereny te były objęte walkami konfederatów barskich. W 1847 panowała tu epidemia cholery. W 1898 wieś liczyła 715 osób oraz 124 domy, powierzchnia wsi wynosiła 11,40 km². Do 1914 wieś należała do starostwa sanockiego, w powiecie sądowym Rymanów.
W czasie I wojny światowej w 1915 doszło tu do zaciętej bitwy między Rosjanami a Austriakami. Działały tu Drużyny Bartoszowe. We wsi mieszkała ludność w zdecydowanej większości polska.
W II Rzeczypospolitej wieś w powiecie sanockim województwa lwowskiego. W czasie II wojny światowej: 9 września 1939 wkraczający Wehrmacht rozstrzelał tu 4 mężczyzn. W listopadzie 1942 policja niemiecka i SS rozstrzelała 3 Polaków i 6 Ukraińców podejrzanych o działalność w ruchu oporu. 12 grudnia 1942 w czasie pacyfikacji wsi Niemcy zamordowali 9 mieszkańców wioski, a wielu aresztowano i wywieziono do obozów. U podnóża kościoła znajduje się pomnik ku czci pomordowanych. Tu także rozstrzelano 12 partyzantów, których w miejscowej szkole hitlerowcy skatowali, a później zamordowali. W lesie w zbiorowej mogile leży około 100 pomordowanych. W czasie walk w II wojnie światowej częściowo został zniszczony kościół.
W latach 1944–1945 nacjonaliści ukraińscy z OUN-UPA zamordowali tutaj 24 Polaków.
Według Narodowego Spisu Powszechnego z 2011 r. we wsi zamieszkiwały 774 osoby.

## Zabytki

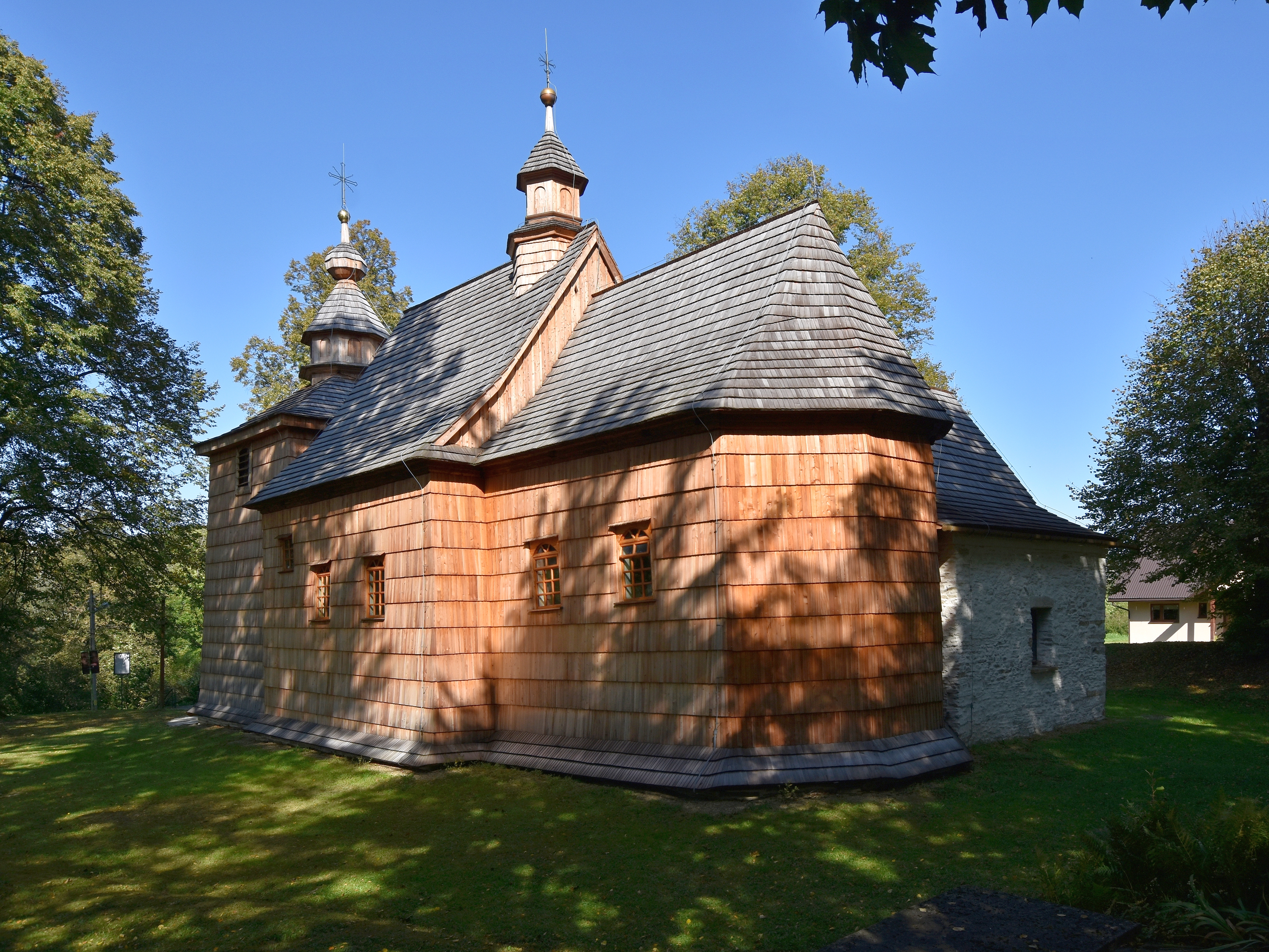
Zabytkowy kościół parafialny

- Kościół parafialny pw. Narodzenia NMP i św. Wacława – wybudowany w 1754, z fundacji Wacława Hieronima Sierakowskiego, biskupa przemyskiego, na miejscu wcześniejszego w parafii powstałej w 1460. W okresie reformacji starosta sanocki Zbigniew Sienieński, zamienił kościół w zbór helwecki następnie ariański, za co został wyklęty przez bp. przemyskiego. Pozostawiono zachowaną, murowaną zakrystię z XVII wieku i wykorzystano zapewne część budulca starej świątyni. Uszkodzony w trakcie działań wojennych w 1944, restaurowany w 1950 i w latach 60. XX wieku. Znajduje się w nim barokowy ołtarz z 1771 a na nim obraz Matki Bożej z Dzieciątkiem, namalowany przez Piotra Burntowicza z Brzozowa z umieszczoną datą 1636.
- Pozostałości fortyfikacji z XVII wieku w okolicach kościoła.
- Pomnik ku czci zamordowanych przez Niemców mieszkańców wsi.
- Kapliczka z 1794 z okresu powstania kościuszkowskiego, w którym walczyli okoliczni chłopi pod Racławicami.
- Kapliczka z 1894.
- Kapliczka z przełomu XIX i XX wieku – schronienie dla podróżnych.

## Urodzeni w Króliku Polskim
- Grzegorz Kuchta (ur. 1834 - zm. po 1864) – powstaniec styczniowy 1863–1864, uczestnik wielu bitew pod dowództwem: podpułkownika Léona Younga de Blankenheim, generała Józefa Wysockiego oraz pułkownika Marcina Borelowskiego[10].

## Współpraca
Miejscowość partnerska:
- Berg, Szwajcaria